# Puigferrós
El Puigferrós és una muntanya de 466 metres que es troba entre els municipis de L'Argentera i de Riudecanyes, a la comarca catalana del Baix Camp.